# 岩手日報
岩手日報（いわてにっぽう）は、株式会社岩手日報社が発行する日刊新聞である。

## 概要
現在の発行部数は約17万部。岩手県内シェア1位の新聞紙である。
県庁所在地、盛岡市に本社を置き、岩手県を中心に、八戸市（青森県）や気仙沼市（宮城県）周辺も範囲とし、取材・配布の対象としている。
岩手県では事実上の「県紙」であり、全国紙をはじめとした他紙を圧倒し、多くの家庭、職場で購読されている。以前は朝・夕刊セットであったが、現在は朝刊のみ発行している（後述）。
県内で加盟する記者クラブは岩手県政記者クラブ、岩手県警記者クラブ、岩手県教育記者クラブ、岩手県経済記者クラブ、盛岡市政記者クラブほか。
盛岡市に本社を置く放送局とはそれぞれ結びつきがあるが、とくにIBC岩手放送は同社創立時から強力なパートナーシップを築いている。

### 刊行物
新聞紙
岩手日報
その他刊行物
北の文学（公募文芸雑誌）

### 本社・支社
本社
岩手県盛岡市内丸3-7
制作センター
岩手県紫波郡矢巾町広宮沢4-350
東京支社
東京都中央区銀座7丁目12-14 大栄会館
大阪支社
大阪府大阪市中央区北浜3丁目1-12 萬成ビル
仙台支社
宮城県仙台市青葉区本町2丁目10-33 第2日本オフィスビル
一関支社
岩手県一関市大手町3-40 岩手日報社一関ビル

### 支局
岩手支局、花巻支局、北上支局、奥州支局、大船渡支局、陸前高田支局、釜石支局、遠野支局、宮古支局、久慈支局、二戸支局、八幡平支局

### 販売エリア
岩手県内を主要販売エリアとするほか東京都中央区など、宮城県気仙沼市、秋田県鹿角市、青森県青森市、八戸市の一部では直接配達を行う。

## 紙面構成
トップニュースを紹介する一面、国内外・県内主要記事、社説欄『論説』を掲載する「総合」、「国際」「経済」「株式」「オピニオン」「スポーツ」「暮らし」「文化」「社会」「番組」の各面がある。
県内ニュースについては、政経関連の重要なものは「総合」に掲載し、それ以外の「催し」「町の出来事」等については、「地域」面に掲載。2019年現在は「盛岡・県北」「県南」「沿岸」に分けている。
主要なコーナーとしては一面コラム「風土計」、いわゆる社説の「論説」、話題の中心人物のコメントを紹介する「アンテナ」、自治体のイベントを紹介する「町から村から」などがある。市町村議会については、議事の要旨が掲載される。
題字は「岩手日報」の縦書きで、旧来から変わっていない。なお震災以降、「一歩一歩 ともに」のフレーズが1面下部に掲載されている。

### 夕刊の休刊
2010年5月11日付の朝刊1面に「（2010年）6月30日付を以て夕刊を休刊し、翌7月1日より朝刊のみの発行とさせて頂きます」旨の社告記事を掲載、夕刊紙面の大部分を朝刊に吸収合併させ朝刊のページ数を現行より増やすとした。理由を「景気低迷による新聞広告収入減で発行部数が落ち込み、配送・販売・配達コスト削減の必要に迫られた事。インターネット及び携帯電話の普及や県民の情報生活の変化」としている。社告通り、6月30日付を最後に夕刊は休刊となり、7月1日より朝刊の店頭売価は110円から130円に改定された。
夕刊に掲載されていた芸能記事、文化関連記事、投稿コーナー、映画館情報などはすべて朝刊に移行している。

### テレビ・ラジオ欄
岩手県内各局のテレビ番組表は、最終面に「番組」面として掲載。一番左端からIBCテレビ・テレビ岩手・岩手めんこいテレビ・岩手朝日テレビ・NHK盛岡総合・Eテレの順(民放はアナログ開局順)でフルサイズ掲載。県内民放でもっとも関係の深いIBC岩手放送を先頭とするため、NHKは右に寄せられている。NHK BS・BSプレミアム4Kの番組表はその右側にハーフサイズで掲載される。
下段にはBSが掲載される（キー局系5局・WOWOW（プライム・ライブ・シネマ）・BS11イレブン・BS12トゥエルビ）。
2014年4月から番組表に色づけ広告が導入されている。
TV面における岩手県内各局の局名掲載方法
- IBC岩手放送：IBC
- テレビ岩手：テレビ岩手
- 岩手めんこいテレビ：岩手めんこい（番組紹介欄では「めんこい」）
- 岩手朝日テレビ：岩手朝日

番組面（サブ）
紙面中ほどにあり、下記の番組表と、県内民放（テレビ・ラジオ）とBSの番組解説を掲載している。
- IBCラジオ、FM岩手、NHKFM、NHK第1・第2、ラジオ放送大学・テレビ放送大学

過去
- 宮城県・青森県のテレビ地上波 - TBCテレビ、仙台放送、東日本放送、ミヤギテレビ、青森放送、青森テレビ、青森朝日放送。2024年5月31日掲載終了。
- スターチャンネル、Dlife
- コミュニティFM - 各地域面に掲載していた（一時期番組面（サブ）に掲載）。局数増加により廃止。

### 週刊いわてTVガイド
本紙とは別刷りの1週間分のテレビ番組表（地上波、BS合わせて18局分掲載）。現在の体裁はブランケット判、フルカラー4ページで、土曜日付の朝刊と同時に配達。表紙は話題のテレビ番組から出演タレントをピックアップし紹介している。

2010年9月24日創刊。創刊当初の体裁はタブロイド判、フルカラー16ページで、金曜日付の朝刊と同時に配達。タブロイド判時代は注目の番組紹介のほか、県内の催事、映画、ファッション、グルメ、旅行、美容、住まい、健康、占いなど多彩な話題や地域に密着した暮らしの最新情報も掲載されていた。

## 個人向け記念号外サービス「IWATTE」
「NOT GLOBAL BUT PERSONAL」をコンセプトとした個人向け記念号外発行サービス。2010年7月11日サービス提供開始。
有料でA3判両面フルカラー紙面と紙面データをユーザーに発行する。個人のお祝い事である結婚、出産、誕生日、七五三、還暦などをニュースとし、表面をオメデトウ号外、裏面をその記念日の岩手日報本紙一面で構成。お祝い事の喜びを高め、また数年後に振り返ったときにその日の出来事とともに自分自身のニュースを振り返ることができる。結婚式でのサプライズや知人への贈り物などに利用される場合もある。結婚版では、結婚式当日の岩手日報本紙に「今日の新郎新婦」として、新郎新婦の名前が掲載される（本人の承諾が取れた場合のみ）。料金は結婚版が21,000円から。出産版、誕生日版などは3,340円から。
本サービスは、カンヌライオンズ2011メディア部門に於いて金賞を受賞した《当該催事への出品にあたっては、博報堂DYメディアパートナーズが広告制作を受け持っている》。

## 沿革
「岩（巌）手日報」という名前の新聞は1897年にまでさかのぼるが、昭和初期、それまで新聞社を支配していた金融機関が破綻したことで、主として編集サイドから「新聞人による新聞」を望む声が上がり、社内対立から解雇された彼らが、1938年に新たに起こした会社が、今日につながる岩手日報社となった。このため、1937年以前の岩（巌）手日報社は、資本上は今の会社とはつながりがない。
- 1876年7月21日 - 岩手県で初の新聞巖手新聞誌創刊。
- 1897年3月2日 - 経営者の交代などを経て巖手日報創刊。
- 1937年12月 - 1931年の県下金融機関破綻に端を発した社内対立から解雇された社員が「岩手日報従業員組合」を組織[7][注 5]。
- 1938年
  - 1月1日 - 従業員組合による新岩手日報を創刊。旧「巌手日報」と競合する形になる[7]。
  - 6月29日 - 岩手日報従業員組合を母体に新岩手社を創立。
  - 9月 - 旧「巌手日報」が資金難から刊行を停止[7]。
- 1945年4月21日 - 岩手県内の新聞が新岩手日報のみとなる。
- 1948年11月3日 - 第1回岩手日報文化賞・体育賞を贈呈。
- 1951年9月8日 - 新岩手日報は5000号を記念して岩手日報に改題[8]。
- 1961年3月31日 - 新岩手社と同居の旧県物産館から出火、社屋を全焼。全社員の努力で一日も休まず新聞発行が続けられた。
- 1962年
  - 1月28日 - 社名を新岩手社から岩手日報社に改称。
  - 10月15日 - 盛岡市内丸に新社屋完成。
- 1969年12月9日 - 社屋を地上5階建てに増築。
- 1981年9月7日 - 3カ年で進めてきた電算写植システムが完成。組版が鉛活字からコンピューター写植システムに完全移行。
- 1990年10月16日 - 連載企画「いわて農業 市場開放に挑む」が日本新聞協会新聞協会賞を受賞。
- 1994年12月9日 - 盛岡市みたけに制作センター完成。1995年新年号の印刷から稼動開始。
- 1997年7月21日 - ホームページを開設。
- 2007年10月 - 創刊130周年記念企画「あなたが作るミステリー パ・ズ・ル」（IBC岩手放送との共同制作）で日本新聞協会新聞広告賞を受賞。
- 2010年
  - 6月30日 - この日を以て夕刊を休刊し、翌7月1日より朝刊のみの発行。店頭売価を1部110円から130円に、定期購読料を3007円／月から2980円／月に各々改定。
  - 7月11日 - 個人向け記念号外発行サービス「IWATTE」開始。
- 2011年
  - 1月28日 - 岩手県をテーマにしたオムニバスコミック「コミックいわて」を岩手県と共同で出版。
  - 3月28日 - メッセージボード・サービス「いわてのテとテ」提供開始。
  - 6月22日 - 「IWATTE」がカンヌライオンズ（カンヌ国際広告祭）2011のメディア部門で金賞を受賞[5]。
  - 7月1日 - 有料サイト「岩手日報モバイル」開設。
  - 10月18日 - 「東日本大震災一連の報道～31世紀への証言～」と写真企画「平成三陸大津波 記者の証言」の2作品が日本新聞協会新聞協会賞（何れも編集部門で）を受賞[9]。
  - 10月20日 - 「いわてのテとテ」が第31回新聞広告賞の「新聞社企画部門」で新聞広告賞を受賞[10]。
- 2012年
  - 3月11日 - 東日本大震災から1年に合わせ、本県への復興支援に感謝を込め、東京都内と名古屋市内で特別号外を配布。
  - 10月19日 - 日本新聞協会の第32回新聞広告賞新聞社企画部門で、本社と河北新報社、福島民報社、福島民友新聞社の「3・11東日本大震災3県4紙合同プロジェクト」が受賞。
- 2016年
  - 4月15日 - 紫波郡矢巾町広宮沢に最新鋭輪転機2セットを備える新たな制作センターが完成。最大40ページ中24ページのカラー印刷が可能に。
  - 6月1日 - 創刊140周年並びに制作センター完成祝賀会を盛岡市内のホテルで開催。
  - 10月18日 - 「命の軌跡～東日本大震災5年　一連の報道」が日本新聞協会の2016年度新聞協会賞編集部門・企画部門を受賞。
- 2017年 7月3日 - 同年3月11日に本紙掲載の広告企画「最後だとわかっていたなら」が新聞広告の最高賞「新聞広告電通賞」を受賞。同企画は10月20日、日本新聞協会の新聞広告賞・新聞社企画部門新聞広告賞も受賞。
- 2018年 7月26日 - 第23回「NIE全国大会盛岡大会」が被災3県で初めて開催された。
- 2019年 5月16日 - 広告企画「3月11日を、全ての人が『大切な人を想う日』に」が第13回全日本広告連盟 鈴木三郎助地域キャンペーン大賞選考委員会特別賞を受賞。
- 2020年 5月21日 - 広告地域連携企画『#Thank You From KAMAISHI 』が第14回全日本広告連盟 鈴木三郎助地域キャンペーン大賞を受賞。

## 英字紙
同社では1945年10月から1947年1月にかけて、当時盛岡市に駐留していた米軍を主な読者とした英字紙『SHIN IWATE NIPPO』を発行していた。数日おきの不定期刊で、通巻は93号、発行形態はタブロイド判4ページ。駐留米軍の部隊の中に米国の新聞社主の息子が中尉として赴任していたことから、その中尉を中心に編集を行っていたという。同社では英字紙の発行を行うことで、当時配給制だった新聞用紙の割り当てで優位に立つことを狙ったものとされる。
現在は同社本社に製本されたものが1部、国立国会図書館にマイクロフィルムが保存されている。また2015年1月には元同社記者の遺品の中から創刊号〜50号までが見つかったと報じられた。

## 岩手日報文学賞「啄木賞」受賞者一覧
- 第1回（1986年） - 岩城之徳（静岡県三島市）「啄木歌集全歌評釈」（筑波書房刊）、「石川啄木伝」（同）
- 第2回（1987年） - 該当者なし
- 第3回（1988年） - 遊座昭吾（盛岡市）「啄木秀歌」（八重岳書房刊）
- 第4回（1989年） - 林丕雄（台北市）「漂白詩人石川啄木的世界」（台北市・豪峰出版刊）
- 第5回（1990年） - 近藤典彦（神奈川県相模原市）	「国家を撃つ者」（同時代社刊）
- 第6回（1991年） - 太田登（奈良県奈良市）「啄木短歌論考－抒情の軌跡」（八木書店刊）
- 第7回（1992年） - 該当者なし
- 第8回（1993年） - 塩浦彰（新潟県新潟市）「啄木浪漫節子との半生」（洋々社刊）
- 第9回（1994年） - 上田博（大阪府枚方市）「石川啄木抒情と思想」（三一書房）
- 第10回（1995年） - 該当者なし
- 第11回（1996年） - 黄聖圭（韓国・ソウル市）「石川啄木入門」（韓国・中央大学校）
- 第12回（1997年） - 平岡敏夫（東京都中野区）「石川啄木の手紙」（大修館書店）
- 第13回（1998年） - 該当者なし
- 第14回（1999年） - 堀江信男（茨城県水戸市）「石川啄木－地方、そして日本の全体像への視点」（おうふう）
- 第15回（2000年） - 佐藤勝（神奈川県秦野市）「石川啄木文献書誌集大成」（武蔵野書房）
- 第16回（2001年） - 該当者なし
- 第17回（2002年） - 田中礼（京都府八幡市）「啄木とその系譜」（洋々社）、国際啄木学会「石川啄木事典」（おうふう）
- 第18回（2003年） - 該当者なし
- 第19回（2004年） - 望月善次（盛岡市）「啄木短歌の読み方－歌集外短歌評釈千首とともに」（信山社）
- 第20回（2005年） - 木股知史（兵庫県西宮市）「和歌文学大系77」中の「一握の砂」